# ベルン-レッチュベルク-シンプロン鉄道ABDZe4/6 731...737形電車

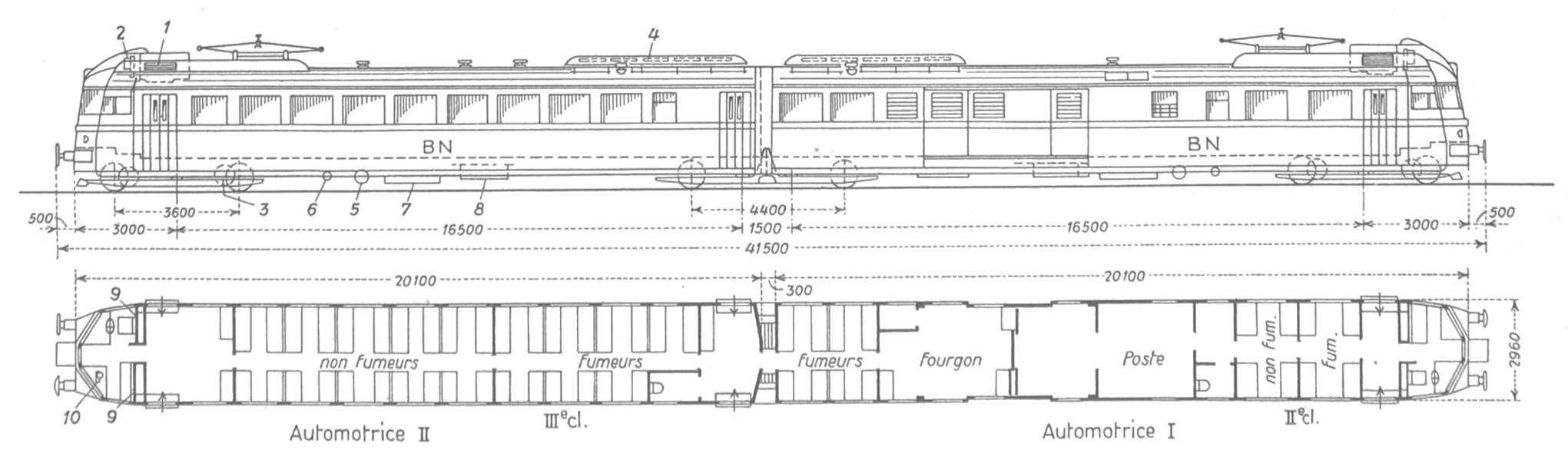
製造当時の形式図
凡例　1:主変圧器 2:主制御器 3:主電動機 4:ブレーキ抵抗器 5:電動空気圧縮機 6:電動発電機 7:蓄電池 8:分流器 9:配電盤 10:逆転器

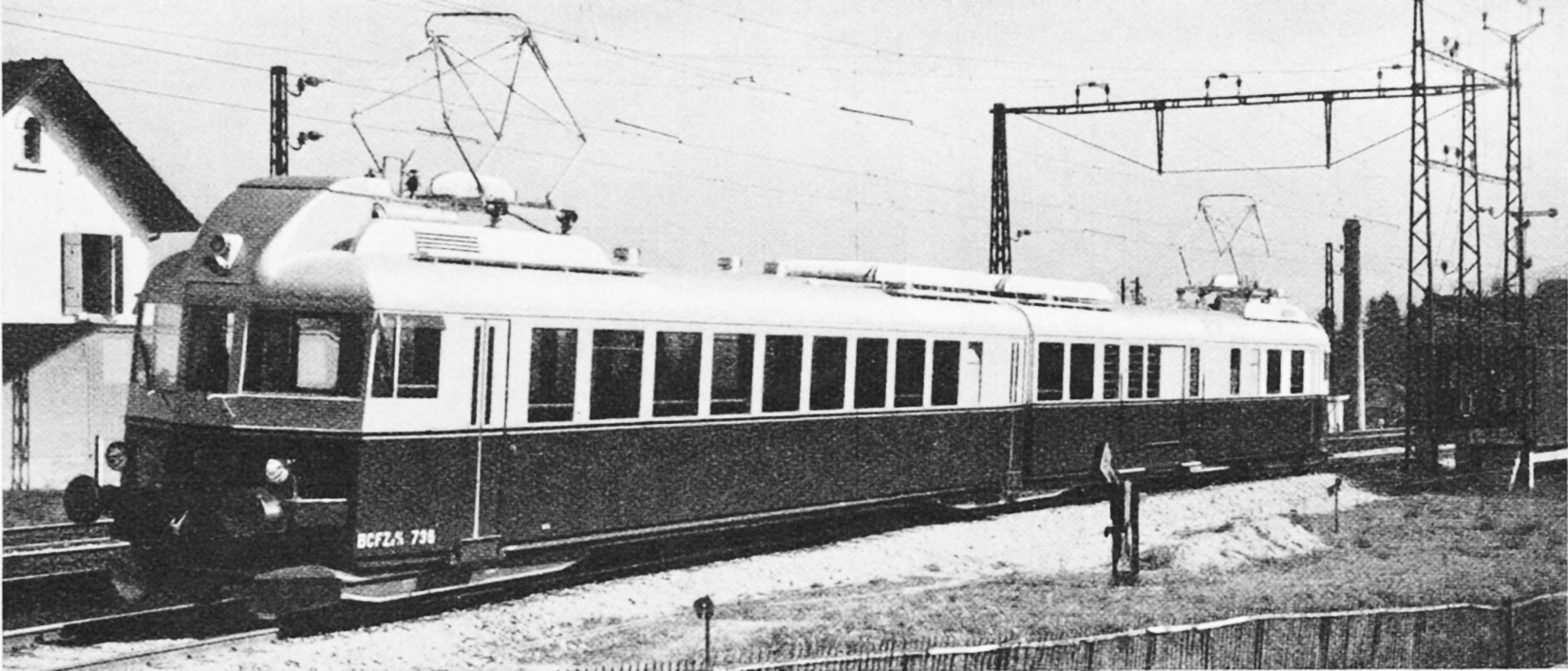
製造当時のBCFZe4/6 736号機（後のABDZe4/6 736号機）、ヴェルソワ駅、1939年

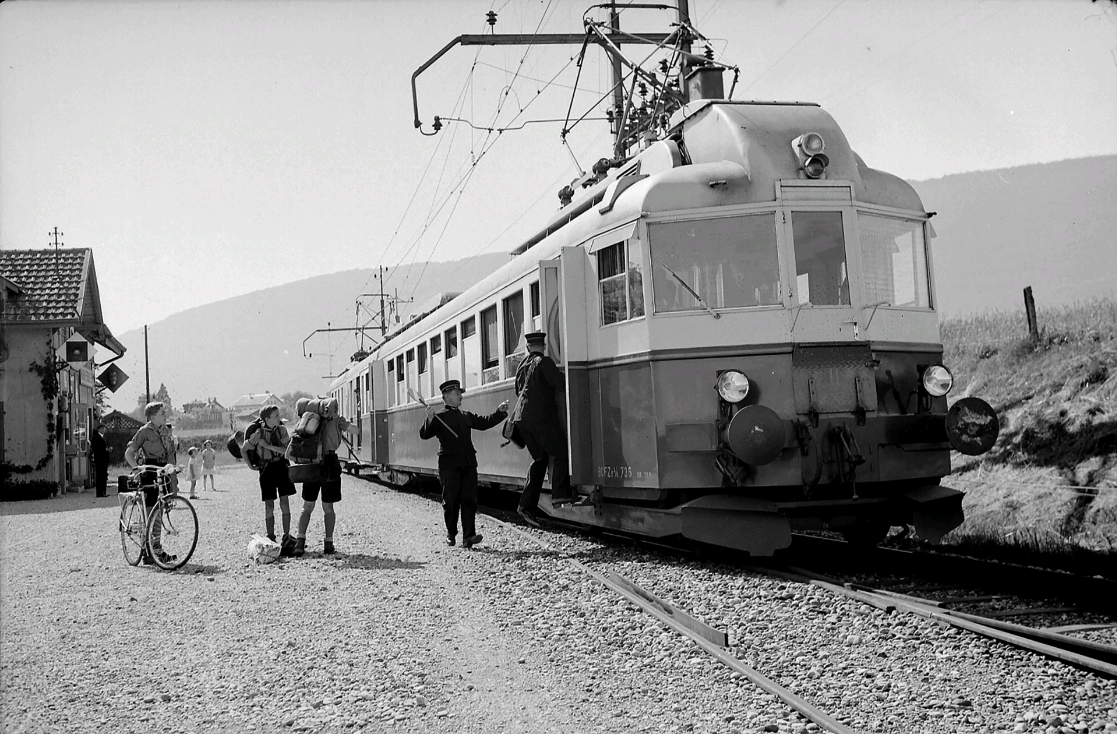
ベルン-ノイエンブルク鉄道所属のABDZe4/6 735号機

ベルン-レッチュベルク-シンプロン鉄道ABDZe4/6 731...737形電車(ベルン-レッチュベルク-シンプロンてつどうABZDe4/6 731...737がたでんしゃ)は、現在ではスイスの最大の私鉄であるBLS AGとなっているベルン-レッチュベルク-シンプロン鉄道およびその各系列会社のうち、ベルン-レッチュベルク-シンプロン鉄道（Bern-Lötschberg-Simplon-Bahn（BLS））、ベルン-ノイエンブルク鉄道（Bern-Neuenburg-Bahn（BN））で使用されていた旅客荷物郵便合造電車である。

## 概要
アルプス越えルートの一つであるレッチュベルクルートを擁するベルン-レッチュベルク-シンプロン鉄道は本線であるレッチュベルクルートのほかに首都ベルンやシュピーツを中心に系列会社が路線網を持っており、1930年代においてはベルン-ノイエンブルク鉄道、ベルン-シュヴァルツェンブルク鉄道、ギュルベタル鉄道、エルレンバッハ-ツヴァイジメン鉄道シュピーツ-エルレンバッハ鉄道の各社でグループを構成しており、その後1944年にベルン-シュヴァルツェンブルク鉄道とギュルベタル鉄道の2社が統合してギュルベタル-ベルン-シュヴァルツェンブルク鉄道に、1942年にエルレンバッハ-ツヴァイジメン鉄道とシュピーツ-エルレンバッハ鉄道の2社が統合してシュピーツ-エルレンバッハ-ツヴァイジメン鉄道となっている。また、この1930年代にはスイス国鉄やレーティッシュ鉄道といったスイスの主要鉄道において軽量車体・台車に小型の制御装置と台車装架の主電動機を組み合わせたと軽量高速電車が導入されており、ベルン-レッチュベルク-シンプロン鉄道グループにおいても区間運用の短編成列車用としてCe2/4 691...721形およびCe2/4 692...706形（後のABDe2/8 701-705形）やCe2/4 787形およびCe2/4 727形（後のBe2/4 721-722形）といった小型の軽量高速電車を導入して運用していた。
これらの実績と、当時の欧州情勢から電力や潤滑油等の油脂類の使用量の削減を進める必要があったスイス国内の状況を踏まえ、ベルン-レッチュベルク-シンプロン鉄道グループでは、より長距離の列車についても軽量高速電車化することが計画され、客室に加えて、中距離列車に必要となる荷物室、郵便室を持つ2両固定編成の電車4編成を導入することとなり、ベルン-レッチュベルク-シンプロン鉄道およびベルン-ノイエンブルク鉄道にはBCFZe4/6 731...737形として製造された本形式3編成が、ベルン-シュヴァルツェンブルク鉄道には姉妹機種であり、2等室がなく全長が短いCFZe2/6 681形（後のBDZe2/6 711形）1編成が配属されている。本形式はCe2/4 691...721形およびCe2/4 692...706形を大形化した2車体3台車の連接式電車で、電気部品と駆動装置をSAASが、車体および機械部分、台車をSIGが担当して製造されており、1938年にベルン-レッチュベルク-シンプロン鉄道に731号機1編成とベルン-ノイエンブルク鉄道に736、737号機の2編成の計3編成が配備され、スイス国鉄の「赤い矢」（Roter Pfeil）に対して「青い矢」（Blauer Pfeil）と呼ばれている。その後1956年の称号改正によりABFZe4/6形、さらに1962年の称号改正によりABDZe4/6形となって使用されている。各機の機番と所有会社、製造年、製造所は以下の通り。
- 731 - BLS - 1938年 - SIG/SAAS
- 736 - BN - 1938年 - SIG/SAAS
- 737 - BN - 1938年 - SIG/SAAS

## 仕様

### 車体

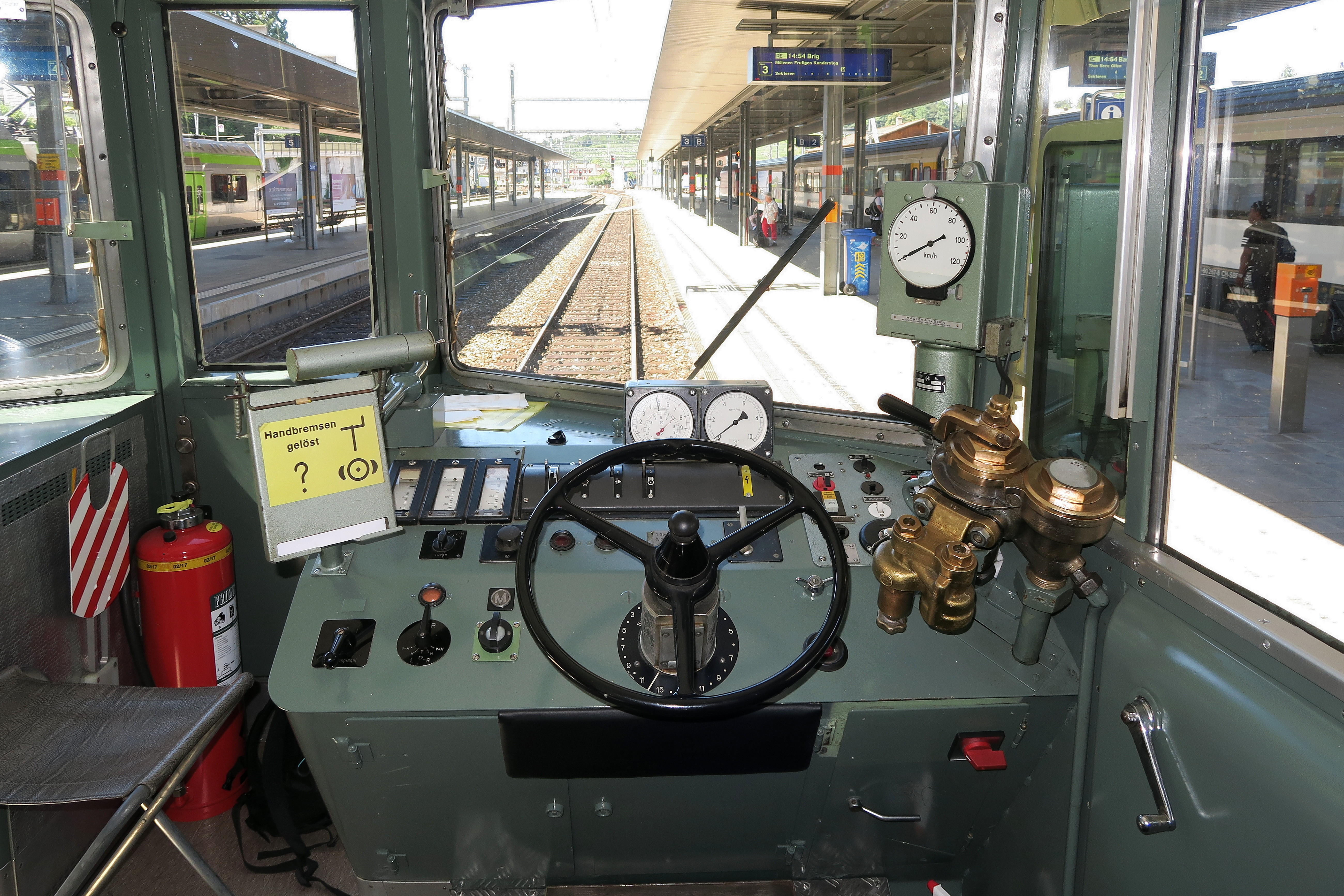
ABDZe4/6 731...737形の運転台、動態保存されているBCFe4/6 736号機、2016年

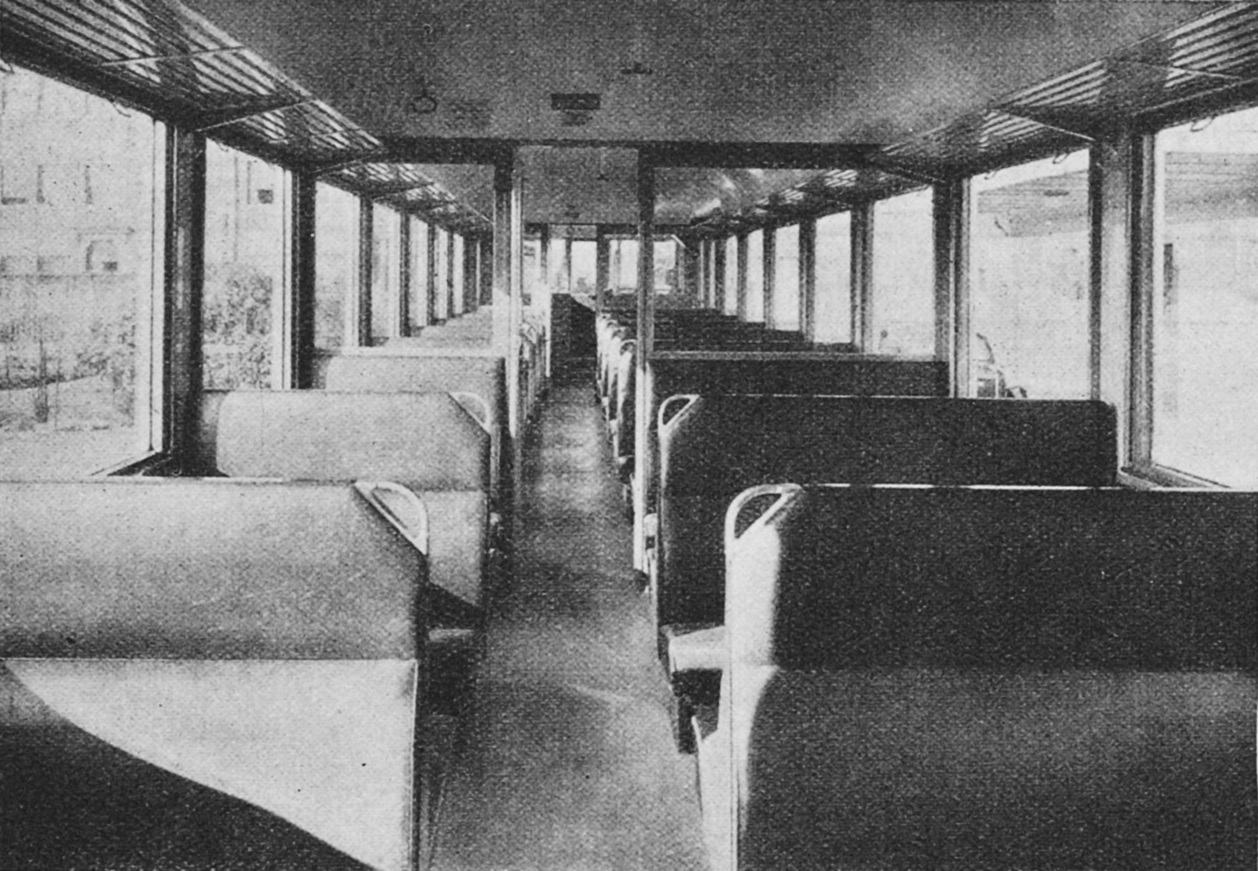
製造当時の3等室（後の2等室）の室内

- 車体は姉妹形式のCFZe2/6 681形と同一デザインのもので、構造的にはそれまでの軽量高速電車のものをさらに発展させた、箱型断面の鋼材を多用した全鋼製で、電気溶接により組立られた軽量構造のものである。前面の形状は縦方向にも後退角が付加された三面折妻となっており、さらに運転室部の側面も内側に絞られて五面構成としたものとなっており、この中央に渡り板付の貫通扉が、その左右に防曇用電熱線入の運転室窓が設置されているが、乗務員室の正面および側面窓の桟がきわめて細く[13]、正面屋根中央部から乗務員室屋根上にかけて大きく立ち上がる機器カバーや角ばった多面形状の前面形状と合わせてモダニズム建築の影響を受けたともされる特徴的な形態となっている。なお、類似のデザインがスイス南東鉄道[14]が1939-40年に導入したCFZe 4/4 1-4形およびBCFZe 4/4 11-14形[15]にも採り入れられている。正面窓下部の左右2箇所に外付式の丸形前照灯が、屋根中央に小形の丸形前照灯と標識灯が縦一列に設置されたスタイルとなっており、連結器は車体端部に設置されるねじ式連結器で、丸形の緩衝器が中央、フック・リングがその左右にあるタイプであり、その下部の台車端部に排障器が装備されている。
- 側面は車体台枠部に型帯が入り、側面窓は幅1200mm、高さ958mmの四隅にRの無い大型の下降窓、便所部は白色ガラスで上半部が内開式の換気窓であり、各乗降扉は空気作動式の外開きの4枚折戸で、ホームからは車体外の空気作動式の折畳式1段と車体内1段のステップ計2段を経由して乗車するものとなっており、床面高さは通常部970mm、連結部990mmとなっている。
- 窓扉配置は前位側の車体が1D211D1D3（運転室窓-乗降扉-2等室窓-便所/洗面所窓-郵便室窓-郵便扉-荷物室窓-荷物扉-荷物室/3等室窓）、後位側の車体がD19D1（乗降扉-便所窓-3等室/デッキ窓-乗降扉-運転室窓）となっている。室内は前位側の車体が前位側から長さ3000mmの運転室およびデッキ、各1847mmの2等室[16]（喫煙）と2等室（禁煙）、1000mmの便所および洗面所、長さ2805mmで郵便仕分棚の設置された郵便仕分室、長さ2400mm、面積6.66m2の郵便荷物室、長さ3900mm、面積9.17m2の荷物室、3020mmの3等室[17]（喫煙）が配置されており、後位側の車体は長さ1817mmのデッキ、長さ6040mmで前位側端部に便所が設置された3等室（喫煙）、7550mmの3等室（禁煙）、4597mmのデッキおよび運転室の配置で、各室間は窓付の仕切壁と開戸で仕切られており、前位側の車体の妻部は平妻、後位側は曲線で変位を考慮して三面折妻となっている。
- 2等室はシートピッチ1847mmで2+2列の4人掛け、3等室はシートピッチ1510mmで3+2列の5人掛けの固定式クロスシートで、2等室の座席はヘッドレストと肘掛付、3等室のものはヘッドレストの無い背摺りの低いものとなっている。これらの座席は前位側の車体には2等室は喫煙、禁煙室各1ボックス、3等喫煙室は2ボックス、後位側の車体には3等喫煙室4ボックス、禁煙室5ボックスが配置されている。
- 運転室は右側運転台で、当時の鉄道車両では運転士が立って運転することが主流であったなかで本形式は運転士が座って運転する形態となっており、円形のハンドル式のマスターコントローラーもそれに対応して後方に傾けて設置されているほか、その右側に空気ブレーキハンドルが、左側奥に手ブレーキハンドルが設置されるほか、電流計、速度計、スイッチおよび表示灯類が配されている。また、デッキと運転室には仕切壁は無く、デッキ部に折畳式の補助席が、運転室の半運転席側にも補助席が設置されており、乗務員室側面窓は前半部が固定式、後半部が下落とし式となっている。
- 屋根上の前端部には菱型のパンタグラフが1基と主変圧器などが、連結面側にはブレーキ用の主抵抗器が設置されており、前後車体のパンタグラフ間は高圧引通線で接続されている。
- 塗装
  - 車体は上半分がクリーム色、窓下が濃青色で境界部に濃青色の細帯が入り、扉が銀色、側面窓下の中央に社名の、乗降扉脇に客室等級のそれぞれクロムメッキの切抜文字が設置され、反運台側の車体裾部に黄色で形式名と機番のレタリングが入れられるものであり、屋根および屋根上機器は銀色、床下機器と台車はダークグレーであった。
  - その後濃青色の細帯は省略されるようになったものの最終時までほぼ同一の塗装であった。
  - 1947年から数年の間[18]には731号機のみがCFZe2/6 681号機とともに一時的に車体を濃緑色に変更しているが、その後もとの塗装に戻されている。

### 走行機器

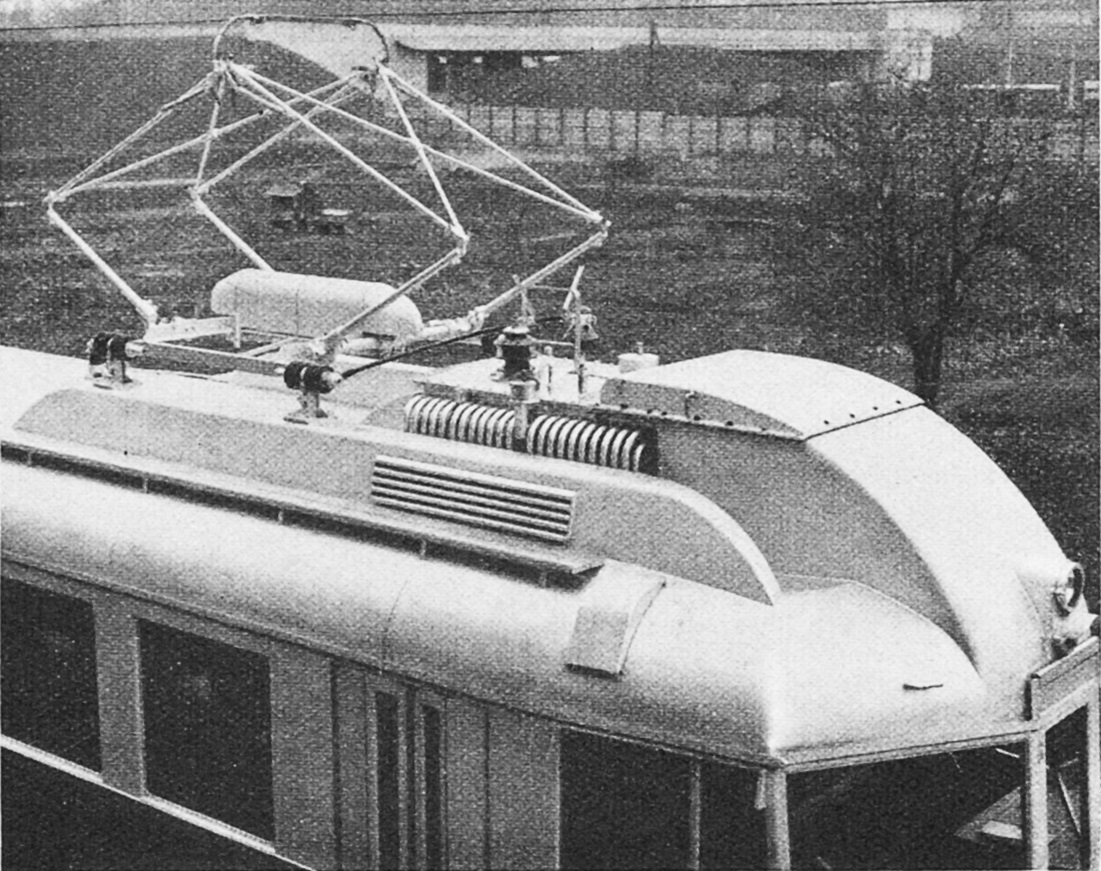
屋根上に主変圧器と主制御器を搭載する本形式の車端部、冷却ファンが増設されるもの以前の製造時の状態

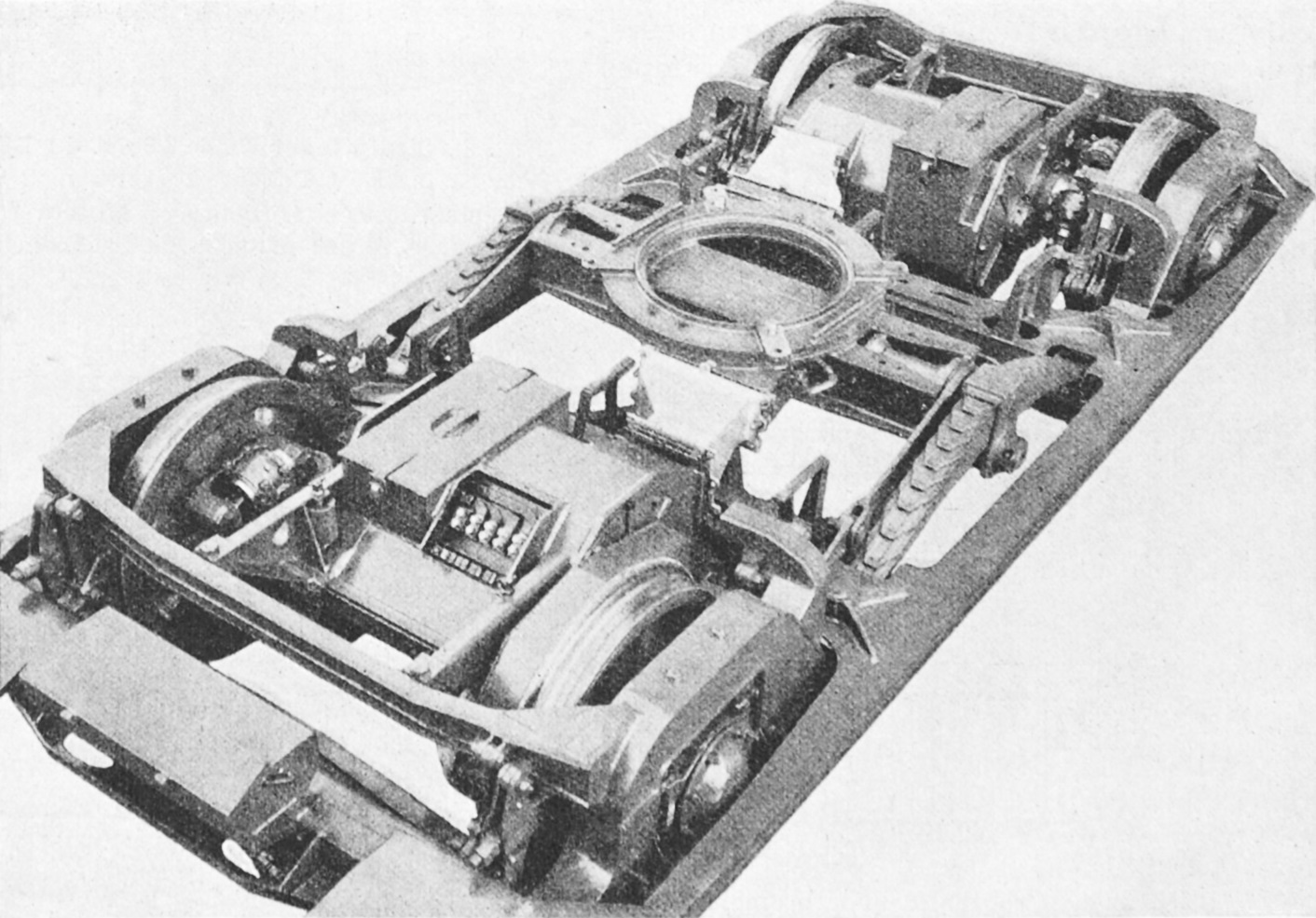
本形式の動台車、主電動機は台車装荷

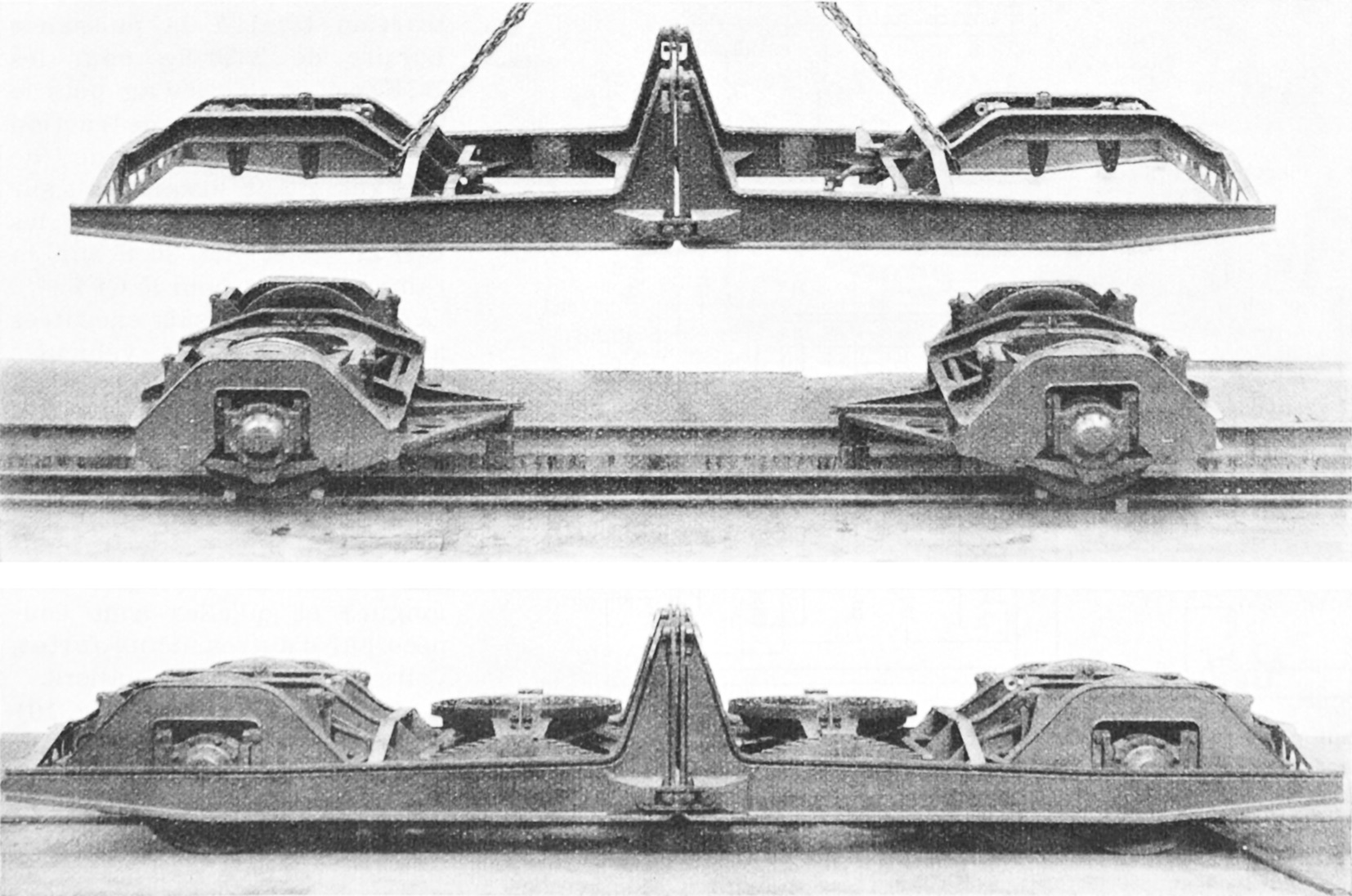
連接台車、枕ばねは前後の車体ごとに設けら、台車自体が前後分割式となっている

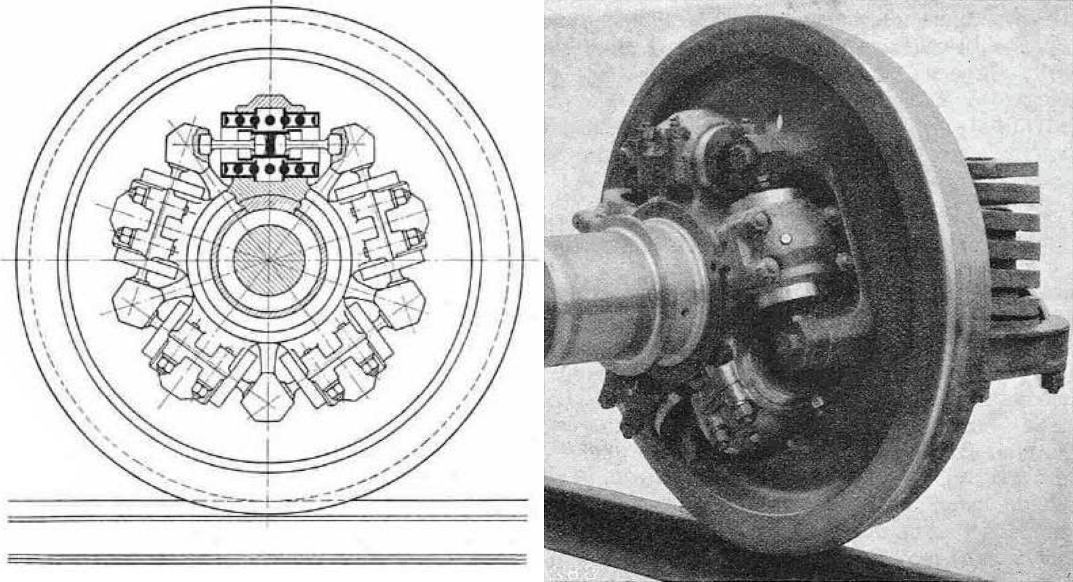
本形式のものに使用されたものと同型のSAAS製の電車用クイル式駆動装置

- 制御方式はCe2/4形のものをベースとした低圧タップ切換制御で、車体内スペースの確保を目的として屋根上に主変圧器やタップ切換器、ブレーキ用抵抗器などの主要機器を搭載するベルン-レッチュベルク-シンプロン鉄道では1964年製造のABDe535形まで標準となっていた方式となっている。
- 屋根上のパンタグラフの車端側に高圧ヒューズ[19]を設置し、その下部の屋根カバー内に油冷式の主変圧器とタップ切換用の接触器を搭載している。主変圧器は駆動用の128V、223V、325V、440V、568V、696Vの出力タップのほかに暖房用のAC1030Vと補機用の44Vと234Vの出力を持ち、冷却油はオイルポンプや冷却ファンのない自然対流、自然冷却式である。タップ切換は運転台のマスターコントローラーからギヤとシャフトで前後それぞれの車体屋根上のタップ切替器の単位接触器入切用カムシャフトに直接伝達される方式で、前後車体間には伸縮継手および自在継手が使用されている。また、逆転および力行/ブレーキ転換用のカム軸接触器は電磁空気切替式となっており、これらの組合わせで力行は15段（前後2台の主制御器が交互に進段するため編成としては30段）、発電ブレーキ12段の制御を行う。
- ブレーキ装置はウエスティングハウス式の空気ブレーキと各運転台下の台車に作用する手ブレーキ装置を装備するほか、電気ブレーキとしてタップ切換装置と主抵抗器による発電ブレーキを装備する。
- 主電動機は交流整流子電動機 を計4台搭載して各制御器ごとに力行時は2台直列、発電ブレーキ時には2台並列に接続されて動輪上出力1時間定格706kWの性能を発揮するもので、冷却は主電動機内の冷却ファンによる自己通風方式となっており、冷却気は屋根上の主変圧器脇のルーバーから採り入れている。
- 台車は車端側が軸距3500mmの動台車、中間の連接台車が軸距4400mmの従台車となっており、いずれも鋼板の溶接組立式のアウトサイドフレームと、1軸ごとに主電動機および駆動装置と動輪もしくは従輪を装備したインナーフレームを組合わせた構造となっており、枕ばねと軸ばねは重ね板ばね、軸箱支持方式は軸箱守式としている。動輪は車輪径900mm、従輪は870mmのスポーク車輪で基礎ブレーキ装置は両抱式、先頭軸に砂撒管が装備されている。
- 連接台車は中心部から前後各750mmの位置に設置された心皿で車体を支持しており、台車枠自体を前後2つに分割できるようにすることで20分程度で前後の車体を分割できるよう設計されている。主電動機は台車枠に装荷されて、そこから減速比3.50で1段減速されてSAAS製のクイル式駆動装置[20]で動輪に伝達される方式で、最高速度は110km/hとなっている。
- このほか、補機類として各車体の床下にSLM[21]製で容量300l/minのTyp KLL3電動空気圧縮機、電動発電機、制御用や灯具類用、SAFT[22]製で36V、100Ahのニッケル・カドミウム蓄電池などを搭載しているほか、放送装置、空気式ワイパーなどを装備していた。

### 改造
- 製造後に連結器のバッファが丸形から角形のものに変更している。
- 1945、46年にはタップ切換器を電磁空気式の新しいものに変更し、これにあわせてマスターコントローラー等も改造されて重連総括制御も可能となっており、力行は15段のままであるが、発電ブレーキ段数が11段となっている。同時に駆動装置は摩耗による走行時の騒音が問題となっていたため、BBC[23]製のスプリングドライブ式の駆動装置に変更されている。
- 1957-58年に台車のばね装置の改造が実施されているほか、1960年には主電動機の冷却強化のため、屋根上の主電動機冷却気吸入口に送風ファンを設置して強制通風式に改造している。
- その後も引続き屋根上制御装置部へのルーバーの追加などの冷却系の強化、貫通扉窓の補修や運転室窓へのバックミラーの設置、灯火に関する法規の改正に伴い、前面下部左右の前照灯上部に標識灯を増設するなどの改造を受けながら使用されている。

### 主要諸元
- 軌間：1435mm
- 電気方式：AC15kV 16.7Hz 架空線式
- 最大寸法：全長20250×2=41500mm、屋根高3570mm、パンタグラフ折畳高4500mm
- 軸配置：Bo'2'Bo'
- 固定軸距：3600mm（動台車）、4400mm（従台車）
- 台車中心間距離：17250mm×2
- 動輪径：920mm
- 従輪径：870mm
- 自重：76t
- 粘着重量：53.4t
- 荷重：1.5t
- 郵便荷重：1.0t
- 定員
  - 1等室：18名（禁煙8名、喫煙10名）
  - 2等室：121名（禁煙52名、喫煙56名、補助席13名）
  - 立席：41名
- 走行装置
  - 主制御装置：低圧タップ切換制御
  - 主電動機：交流整流子電動機×4台（定格電圧313V、定格回転数1600rpm）
  - 減速比：3.50
- 出力・牽引力
  - 動輪周上出力（1時間定格）：706kW
  - 牽引力：30.4kN（1時間定格、於78km/h）、58.8kN（最大）
  - 牽引トン数：60t（27パーミル）
- ブレーキ装置：発電ブレーキ、空気ブレーキ、手ブレーキ
- 最高速度：110km/h

## 運行・廃車・譲渡
- ベルン-レッチュベルク-シンプロン鉄道所属の731号機は製造後の1939年にAe6/8 205号機とともにチューリッヒの博覧会に出品された後にシュピーツに配置されており、レッチュベルクトンネル北側区間のベルン - カンダーシュテーク間で主に使用されている。また、ベルン-ノイエンブルク鉄道所属の736号機および737号機は導入後はホルリゲンに配属されて主にベルン - ヌーシャテル間で使用され、一部優等列車の運用にも使用されている。
- いずれの路線においても本形式による列車は郵便室を活用して郵便物輸送に大きく貢献して他の列車への郵便車の連結を縮小しており、運行中の列車への郵便の投函も可能であったほか、1-2両程度の貨車を牽引することもあった。なお、その後731号機はベルン-ノイエンブルク鉄道所属機の予備としても運用されるようになっている一方、姉妹形式のCFZe2/6形もホルリゲンに配属されていたが、本形式とは混用されなかった。
- ベルン-レッチュベルク-シンプロン鉄道の731号機はその後ベルン-レッチュベルク-シンプロン鉄道の多くの路線で使用されるようになっているが、本形式をベースに大型化、高出力化、近代化を図ったBCFe4/8 741-743形（後のABDe4/8 741-743形）やBCFe4/8 746-750形（後のABDe4/8 746-750形）の増備に伴い、同鉄道での運用を外れ、ギュルベタル-ベルン-シュヴァルツェンブルク鉄道[6]路線での区間列車用に転用されているが、1956年にギュルベタル-ベルン-シュヴァルツェンブルク鉄道にCe4/4 761-763形（後のBe4/4 761-763形）電車のCe4/4 763号機が導入されるとベルン-レッチュベルク-シンプロン鉄道に戻されて再度レッチュベルクトンネル北側区間で運用されるようになっている。
- 1953年にベルン-ノイエンブルク鉄道にCe4/4 761-763形の761号機および762号機が導入されると736および737号機は区間列車に転用されるとともに、ベルナーゼーランド方面での郵便列車にも使用されるようになっており、その後本形式3編成ともベルン-ノイエンブルク鉄道およびギュルベタル-ベルン-シュヴァルツェンブルク鉄道で運行されるようになり、他形式との併結や重連でも運行されている。
- 1982年から区間列車用の新形電車であるRBDe565形が製造され、ベルン-レッチュベルク-シンプロン鉄道および各系列会社にも配備されるようになると本機はABDe4/8形各形式の初期の機体とともに余剰となって運用から外れ、1984年に737号機が、1985年に731、736号機が順次廃車となっている。
- 731、736号機は1985年にゼンゼタル鉄道[24]に譲渡され、737号機の部品も使用してBDe4/6 102、103号機として使用されていたが、このうち1999年に廃車となった103号機（旧736号機）はベルン路面電車博物館[25]に譲渡されて復元待ちの状態となっていた。この機体はレッチュベルク線開業100周年記念事業として2011年に再度BLS AGに戻されて復元工事を実施した上でチャーター列車用のBCFe4/6 736号機として運行されることとなり、2014年にかけて以下の通り復元工事が実施されている。
  - ゼンゼタル鉄道での運用にあたって撤去された前位側車体の郵便室は復元されず、1等室から2等室に改造されていた旧1等室とともに3+2列の座席配置の2等客室のままとする。
  - 各座席にはボックスごとにテーブルを設置可能にするとともに前位側車体車端部の客室と後位側車体の客室1ボックス分をケータリング用準備スペースとして、運用によっては各座席に軽食を提供できるようにする。
  - 荷物室を改造しバースペースもしくは多目的スペースとして使用できるようにする。
  - 角部が丸みを帯びたものに変更されていた側面窓形状を復元。
  - 標記類を復元。
  - 車体、台車、電機品その他機器の整備および現在のスイス標準規格の信号システムETMSの搭載。
- 復元された通称「Blauen Pfeils」のBCFe4/6 736号機は2014年8月よりとしてチャーター列車用としてBLS AG各線のほか、広くスイス国内標準軌路線で運行されている。

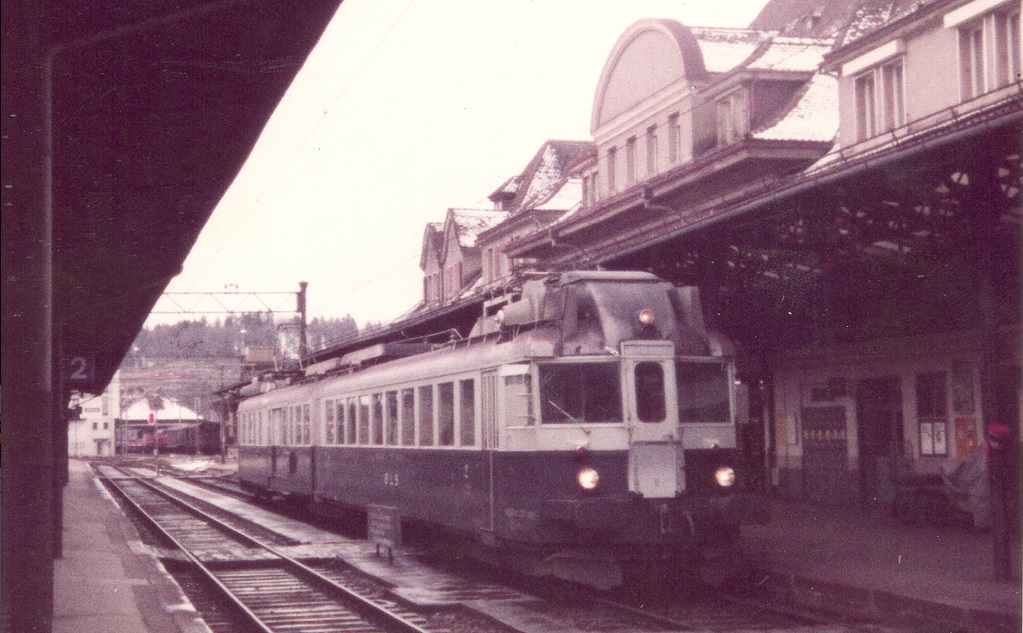
ベルン-レッチュベルク-シンプロン鉄道所属であったABDZe4/6 731号機、シュピーツ駅
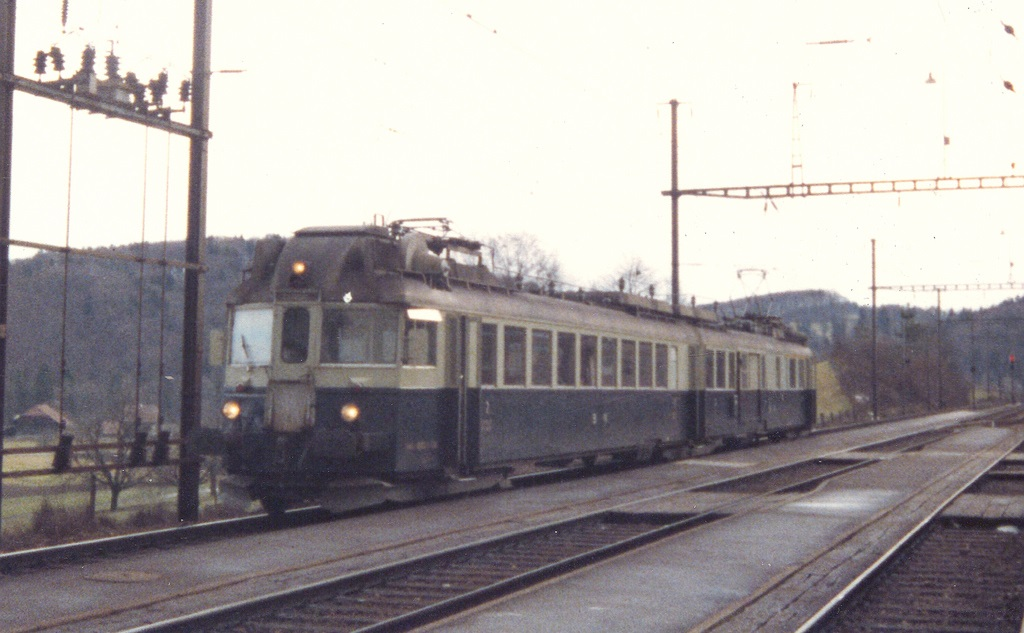
ベルン-ノイエンブルク鉄道所属のABDZe4/6 736号機、ギュンメネン駅
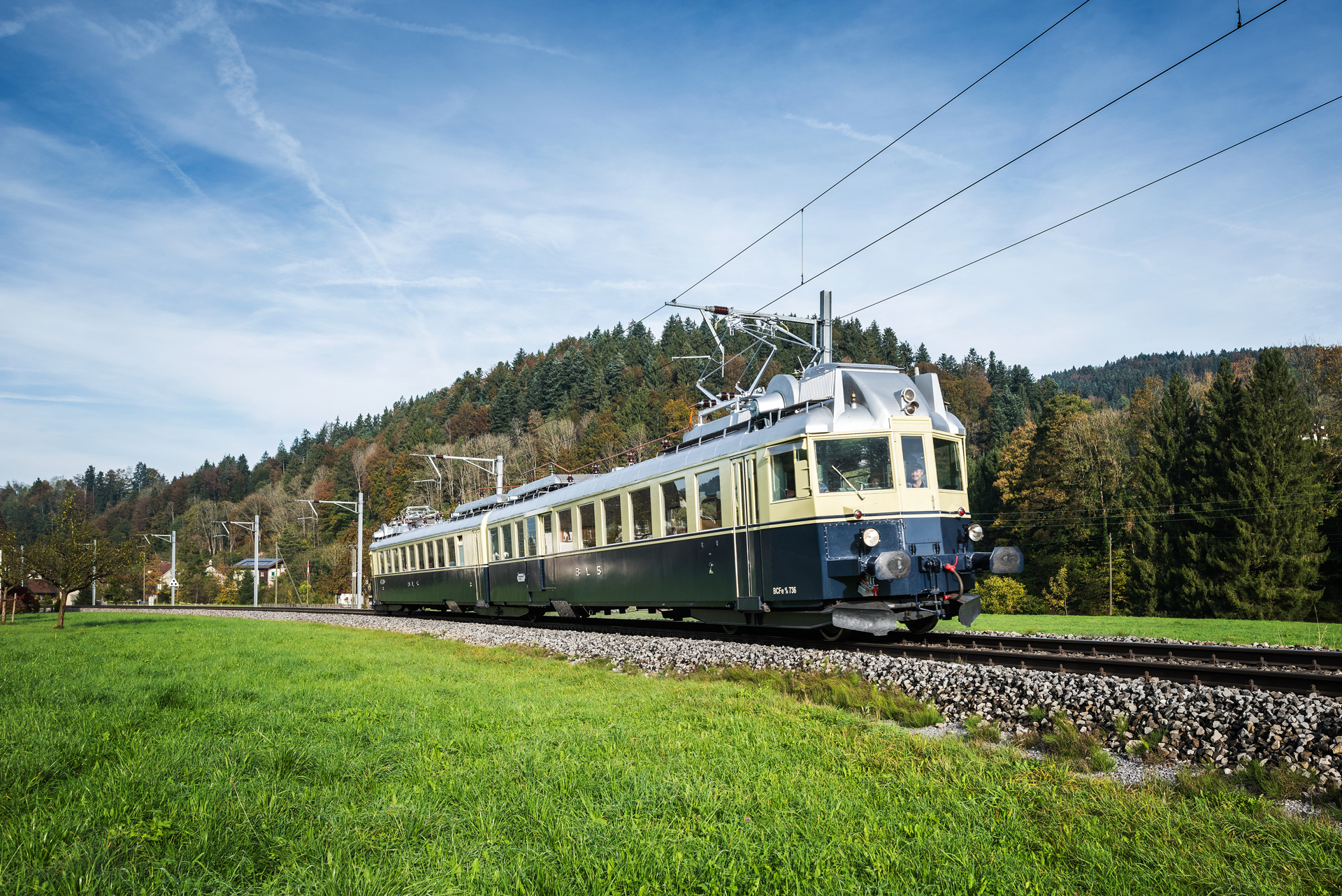
動態保存されているBCFe4/6 736号機
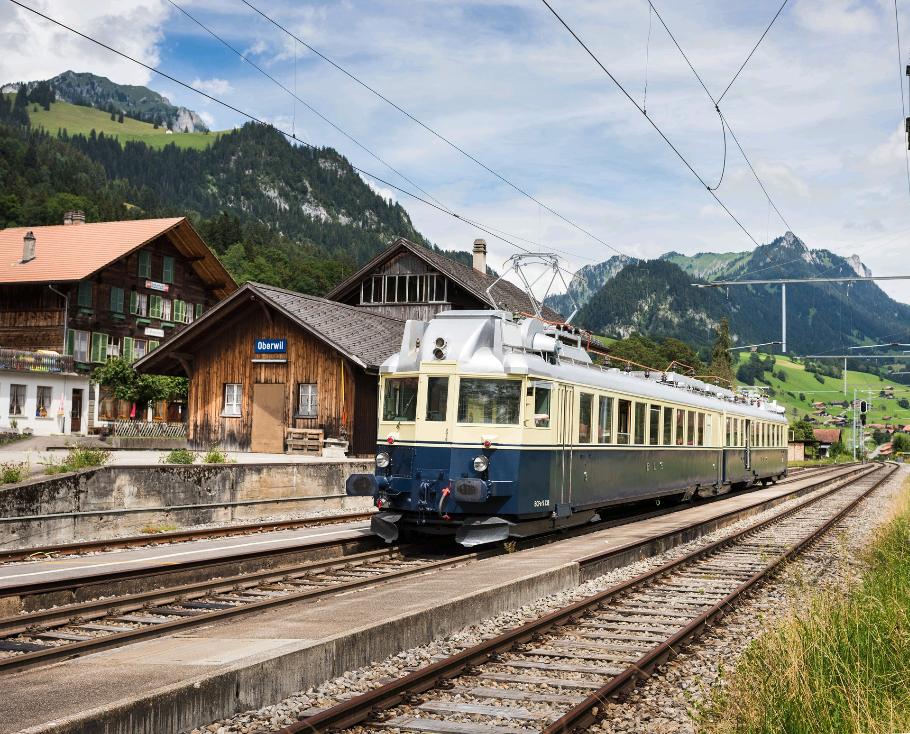
BCFe4/6 736号機、オーバーヴィール・イム・ジンメンタール駅
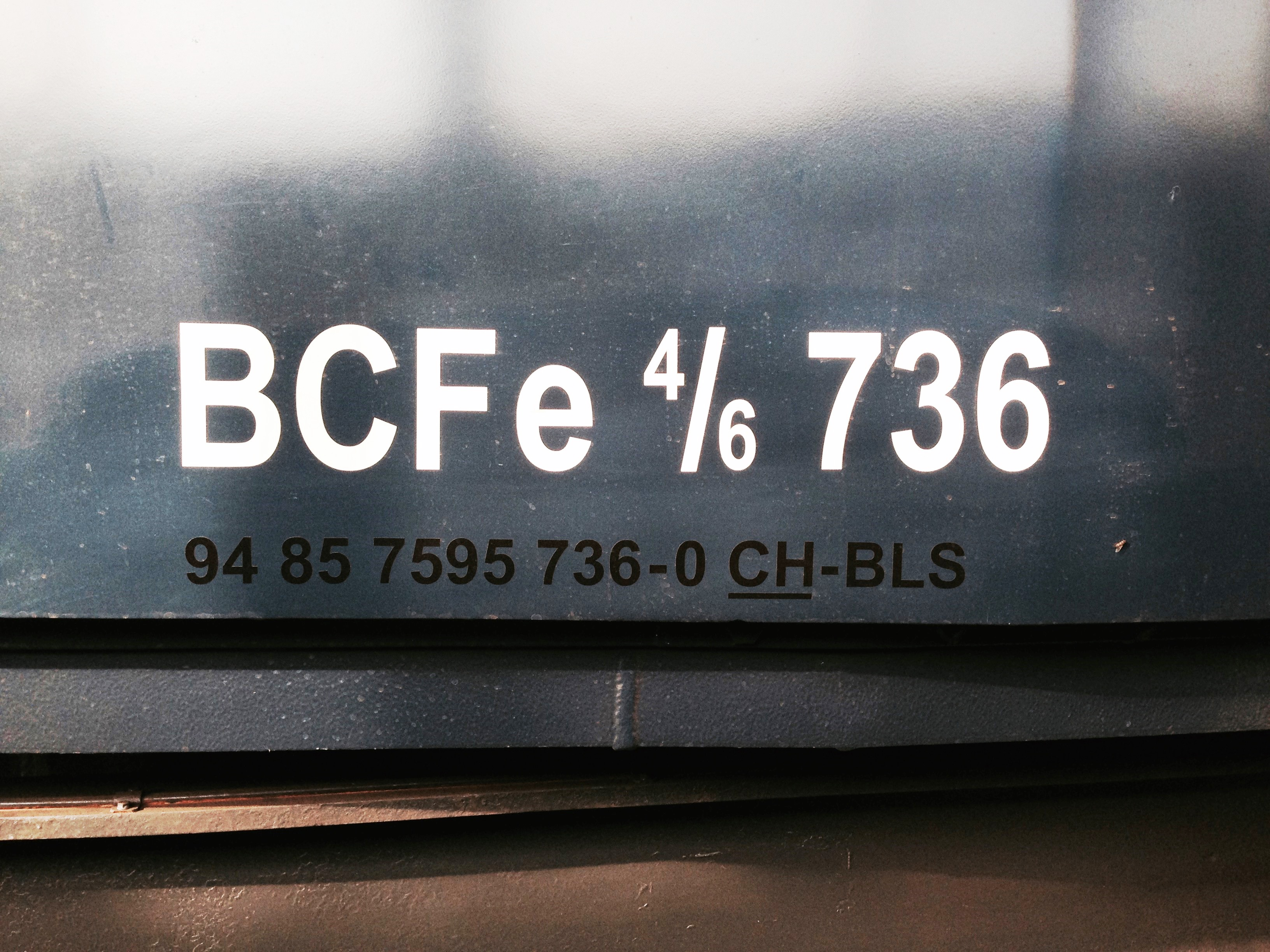
動態保存されたBCFe4/6 736号機の形式標記、下部にUIC方式の形式名BCFe595形の形式機番が入る

## ゼンゼタル鉄道BDe4/6 102-103形

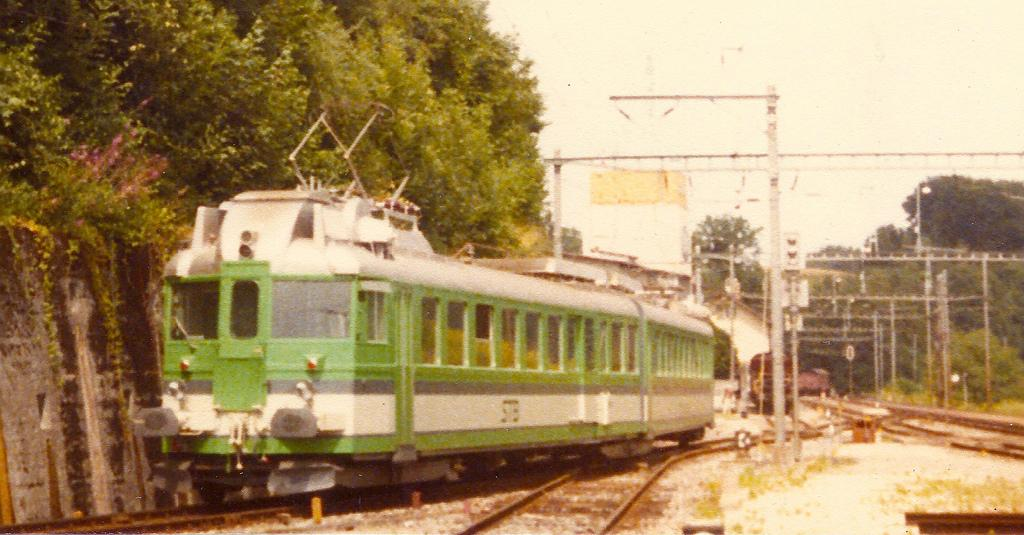
ゼンゼタル鉄道に譲渡されてBe4/6 102号機となった元ベルン-レッチュベルク-シンプロン鉄道ABDZe4/6 731号機、1985年

- 731、736号機は1985年にゼンゼタル鉄道[26]に譲渡されている。
- 譲渡される2機は廃車となった737号機の部品も使用して1984年からシュピーツ工場で1等室と郵便仕分室、郵便荷物室を2等室に改造するなどの改造を受け、731号機がBDe4/6 102-103形の102号機、736号機が103号機[27]として102号機が1985年5月から、103号機が1986年5月から使用されている。主な改造内容は以下の通り。
  - 前位側車体の前位側1等室および郵便仕分室、郵便荷物室を2等室として1室とし、シートおよび窓の間隔は旧1等室のもののままとして2+3列の座席を設置するとともに、旧郵便仕分室、郵便荷物室部には客室窓を設置。
  - 同じく前位側車体の後位側1等室も座席を2+3列のものとして2等室に変更。
  - 側面窓を角部にR付のものに改造。
  - 扉回路の変更。
  - 車体塗装を明緑色をベースに車体下部に白と濃緑色の帯が入るものに変更。
- BDe4/6 102-103形のうち102号機は1997年に老朽化のため、103号機は1999年に事故のためそれぞれ廃車となり、その後103号機（旧736号機）はベルン路面電車博物館[25]に譲渡されて復元待ちの状態となり、2003-04年にはベルン-レッチュベルク-シンプロン鉄道の青とクリーム色の塗装に復元されていたが、前述のとおり2011年にBLS AGに戻されている。

### 主要諸元
- 軌間：1435mm
- 電気方式：AC15kV 16.7Hz 架空線式
- 最大寸法：全長20250×2=41500mm
- 軸配置：Bo'2'Bo'
- 固定軸距：3600mm（動台車）、4400mm（従台車）
- 台車中心間距離：17250mm×2
- 動輪径：920mm
- 従輪径：875mm
- 自重：82t
- 荷室面積：11.4m2
- 定員：2等室166名（うち補助席10名）
- 走行装置
  - 主制御装置：低圧タップ切換制御
  - 主電動機：交流整流子電動機×4台（定格電圧313V、定格回転数1600rpm）
  - 減速比：3.50
- 性能
  - 動輪周上出力（1時間定格）：710kW
  - 牽引力：59kN（最大）
- ブレーキ装置：発電ブレーキ、空気ブレーキ、手ブレーキ
- 最高速度：110km/h